# Ернст Шефер
Ернст Шефер (нім. Ernst Schäfer; 14 березня 1910 — 21 липня 1992) — німецький дослідник, мисливець, зоолог, орнітолог, тибетолог, штурмбанфюрер СС, керівний співробітник Аненербе.

## Біографія

### Ранні роки. Академічна кар'єра
Ернст був сином глави гамбурзького концерну «Фенікс», який займався виробництвом гуми. Виріс у Вальтерсхаузені (Тюрингія), відвідував школи в Гайдельберзі і Мангаймі. Будучи юним, багато проводив часу на вулиці, стріляв з пневматичної зброї, займався розведенням й доглядом птахів, комах і рептилій. У 1928 — 1934 роках вивчав в Геттінгені і Ганновері зоологію, геологію, ботаніку, хімію, мінералогію, фізику та етнографію. Спеціалізувався в галузі орнітології. У 1930 році вступив до Орнітологічного товариства Німеччини. У 1932 році був обраний довічним членом Академії природознавства в Філадельфії. У 1938 році захистив кандидатську дисертацію.
Ернт Шефер став відомим завдяки своїй участі в експедиціях у Тибет в 1931, 1934–1935 і 1938 — 1939 роках. Під час першої експедиції відвідав Москву, яка, за визнанням Шефера, йому не сподобалася. Шлях першої експедиції пролягав через Китай, де Ернст став свідком зіткнень між військами китайського уряду і тибетської армією, а також познайомився з місцевою фауною. У 1933 році опублікував свою першу книгу «Гори, Будди і ведмеді», що принесла йому наукову славу. У тому ж році вступив в СС.
У серпні 1936 року Шефер відвідав Велику Британію з метою вивчення колекцій тибетських і гімалайських птахів в Британському музеї. Після повернення на батьківщину був запрошений Генріхом Гіммлером в Аненербе, але спочатку відмовився. Однак уже в тому ж році він був присутній на партійному з'їзді в Нюрнберзі, де зустрівся з усіма лідерами Третього рейху.

### Вчений в СС
Першими двома тибетськими експедиціями керував американець Брук Долан, третю очолив сам Шефер, причому негласним покровителем виступив Генріх Гіммлер. Крім суто наукових завдань, експедиції Шефера пропонувалося відшукати сліди «арійської» прарелігії в письмових пам'ятках буддизму і взагалі досліджувати Тибет щодо його стосунку до «арійської раси». У Тибеті Шефер займався також дослідженням високогірних сортів пшениці і порід приземкуватих азійських коней. За матеріалами експедиції був знятий фільм Таємничий Тибет, прем'єра якого відбулася в 1943 році, і в тому ж році опублікований однойменний звіт про експедицію.
В кінці 1939 року Шефер представив нацистському керівництву план диверсійної операції «Тибет», націленої на дестабілізацію становища Британської Індії. У цьому випадку за сприяння СРСР через територію радянської Середньої Азії в Тибет закидалися спочатку кілька агентів, потім групи диверсантів, а в 1941 році в Тибет організовувалася нова наукова експедиція. До задумам Шефера абвер додав військову складову — перекидання в Тибет зброї. План, однак, був відкинутий німецькою стороною.
У серпні 1942 — січні 1943 року Ернст Шефер — керівник Зондеркоманди «К» (Кавказ), яка планувалася для схожих дій (на кшталт тибетських вишукувань) на окупованому Кавказі. З 1943 року очолював створений ним Інститут Свена Гедіна з вивчення Центральної Азії. Також був головою навчально-дослідного відділу конярства Аненербе. Побічно брав участь у відборі ув'язнених Освенцима для антропологічних досліджень доктора Гірта. У 1943 році захистив в Мюнхені докторську дисертацію. Входив в коло друзів рейхсфюрера СС.

### Після війни
Після закінчення війни був інтернований військами союзників, звільнений в 1948 році. В ході денацифікації був визнаний «незначно винним» і засуджений до штрафу.
У 1949 році став професором у Венесуелі, де хотів створити парк дикої природи, проте пізніше повернувся в Європу, де з 1954 року був радником бельгійського короля Леопольда III, який відрікся від престолу. Шефер здійснив дослідницьку поїздку в Бельгійське Конго і, спільно з Хайнцем Зільманом, зняв фільм «Володар пралісу» (1959).
У 1960 — 1970 роках працював співробітником відділу природознавства земельного музею Нижньої Саксонії. У 1970-ті роки виступив з пропозицією організувати заповідники в лісах Північної Індії.
Неодноразово заявляв, що вступив в СС не в силу переконань, а заради кар'єрного росту.

## Наукові відкриття
На честь Шефера названий відкритий ним в Тибеті в 1934 році карликовий блакитний баран (Pseudois schaeferi).

## Нагороди
- Член Філадельфійської академії природничих наук (1932)
- Кільце «Мертва голова» (серпень 1939)
- Почесна шпага рейхсфюрера СС (серпень 1939)
- Почесний член Німецького орнітологічного товариства (1939)
- Хрест Воєнних заслуг 2-го класу з мечами (1945)

## Твори
- Гори, будди і ведмеді (Berge, Buddhas und Bären. Berlin, Verlag Paul Parey, 1933).
- Габітус фазанів на китайсько-тибетському кордоні (оригінальна німецька назва невідома, опублікована в Journal für Ornithologie, LXXXII, Heft 4, Oktober 1934).
- Чотири нових птаха з Тибету (Four New Birds from Tibet, in Proceedings of the Academy of Natural Sciences, Philadelphia, 1937).
- Невідомий Тибет (Unbekanntes Tibet. Berlin, Verlag Paul Parey, 1938).
- Дах світу (Dach der Erde. Berlin, Verlag Paul Parey, 1938).
- Орнітологічні результати двох експедицій на Тибет (Ornithologische Ergebnisse zweier Forschungsreisen nach Tibet. Journal für Ornithologie 86. Jg. 1938 Sonderheft).
- Тибет кличе (Tibet ruft. Berlin, Verlag Paul Parey, 1942).
- Таємничий Тибет (Geheimnis Tibet. München, Verlag F Bruckmann, 1943).
- Дослідницький простір — Центральна Азія (Forschungsraum Innerasien, in Asienberichte. Viertejahresschrift für asiatische Geschishte und Kultur, № 21, April 1944, S. 3-6).
- Фортеця серед білих туманів (Fest der weissen Schleier: Eine Forscherfahrt durch Tibet nach Lhasa, der heiligen Stadt des Gottkönigtums, Braunschweig, Vieweg, 1949).
- Через Гімалаї в країну богів (Über den Himalaja ins Land der Götter. Berlin, Dt. Hausbücherei, 1951).
- Кипляча Венесуела (Ebullient Venezuela, Brussels, 1956).
- Горобці: порівняльні дослідження Psarocolius angustifrons и Psarocolius decumanus (Les Conotos: Etude comparative de Psarocolius angustifrons et Psarocolius decumanus, Zoologische Forschungsinst, Museum Alexander Koenig, 1957).
- Серед розбійників у Тибеті (Unter Räubern in Tibet: Abenteuer in einer vergessenen Welt zwischen Himmel und Erde, Durach, Windpferd, 1989,).

## Фільмографія
- Таємничий Тибет (Geheimnis Tibet, 1943) — автор сценарію, режисер.
- Володар пралісу (Les seigneurs de la forêt, 1958; німецька версія Herrscher des Urwalds, 1959) — режисер